# Вилина Влас
Бања Вилина Влас се налази у источном дијелу Републике Српске сјеверно од Вишеграда на пет километара од града. Бања је добила име по истоименој биљци која расте на изворима термалне воде.

## Историјат
За термалне воде којима је богато ово подручје знало се и прије почетка градње чувеног моста, али су поново откривене када су започети радови на ћуприји. Термалне изворе су примјетили радници који су копали камен за изградњу чувеног моста преко ријеке Дрине у Вишеграду. Први пут 1571. године помиње се подручје данашње вишеградске бање, на чијем локалитету се копала камена седра за градњу моста. Мехмед-паша Соколовић 1575. године наредио је да се направе два турска купатила, „Кадино купатило” и „Мехмед-пашино купатило”, па су радници на ћуприји били редовни посјетиоци и први „туристи” који су користили љековита својства термалне воде.
До данашњег дана у функцији је „Мехмед-пашино купатило”, које изгледа исто онако као када је и изграђено. На подручју Старе бање, одмах послије Другог свјетског рата, тадашња фабрика оружја у Вишеграду „Вистад” изградила је одмаралиште за своје раднике, да би 1979. године започела, а 1982. године била завршена градња тада модерног хотела „Б” категорије, под именом „Вилина Влас”, који је и данас у функцији. Хотел је удаљен пет километара од Вишеграда, окружен црногоричном шумом и располаже са 70 соба, једнокреветних, двокреветних, апартмана, укупно 160 кревета. Гостима су на услузи два ресторана са 370 мјеста, отворена и затворена сала са стотињак мјеста за семинаре, конгресе, аперитив бар, продавница, фризерски салон, а могућ је и смјештај у луксузно опремљеним бунгаловима. У медицинском дијелу хотела налази се затворени базен са топлом радиоактивном водом. Пуни се водом са извора који стално дотиче. Ту су и трим-кабинет и теретана. У простору за терапије налази се најмодернији медицински уређаји за лијечење и рехабилитацију болесника.
За вријеме рата у Босни и Херцеговини хотел у Вилиној Власи био је претворен у логор за силовање.

## Љековитост термалних вода
Термалне воде бање „Вилина Влас”, код Вишеграда имају карактеристике радиоактивне, карбонатне хомеотерме. Основна љековита својства потичу од њене радиоктивности, чији је носилац радон и његови продикти распадања. Степен радиоктивности је терапијски оптималан, без могућности евентуалних нежењених дејстава.
Радон смањује бол, подиже општу отпорност организма, повољно дјелује на неке кожне, ендокрине, распираторне, алергијске болести. Воде вишеградске бање користе се за превенцију, лијечење и рехабилитацију свих старосних групација. Поред воде, као основног физикалног агенса, терапијским програмом је обухваћена електротерапија, сонотерапија, магнетотерапија, термотерапија и механотерапија. По радиоактивности воде бања „Вилина влас” налази се на првом мјесту у Републици Српској и Федерацији БиХ.
Стручњаци су утврдили да су термалне воде ове бање старе више од 38.000 година и да избијају на површину земље са дубине од 180 метара. Температура воде је 34 °C. Садржи: натријум, калцијум, калијум, магнезијум, алуминијум, литијум, тронцијум, манган, жељезо, амонијум-хидрокарбонат, хлор, сулфате, нитрате, јод, силицијумоксид, алуминијум-оксид и оксиде гвожђаи других метала, који је чине љековитом.
Посебно је интересантно то што у водама бање има радона, који подмлађује, односно спречава старење. Њековитост термалних вода погодна је за лијечење реуматских, неуролошких, ортопедских, гинеколошких, геријатријских и обољења дисајних путева.